# Liste der Grundstücke in der Behrenstraße
Liste der Grundstücke in der Behrenstraße im Berliner Ortsteil Mitte des Bezirks Mitte.

## Hausnummern
Die seit dem Beginn des 18. Jahrhunderts bestehende Behrenstraße hatte anfangs 54 Grundstücke, die von Karl Neander v. Petersheiden in seinem Adressbuch von 1799 (Anschaulichen Tabellen von der gesamten Residenz-Stadt Berlin) auf eigene Faust straßenweise durchnummeriert worden waren: die Nordseite (von Ost nach West) erhielt die durchlaufenden Nummern 2–17, die Südseite (von West nach Ost) die durchlaufenden Nummern 1–37. (vgl. Abb. Berliner Adressbuch 1799)
Wenige Monate später wurde nach einem von König Friedrich Wilhelm III. unterzeichneten Kabinettsdekret noch einmal staatlicherseits umnummeriert, so dass Neander v. Petersheiden 1801 ein neues Adressbuch herausgeben musste. Nun hatte die Nordseite (von Ost nach West) die durchlaufenden Nummern 40–71, die Südseite (von West nach Ost) die durchlaufenden Nummern 1–39 erhalten.
Im Liebenow-Plan von 1867 sind die Grundstücke auf beiden Seiten durchnummeriert von Nr. 1 an der Wilhelmstraße bis zur Hedwigskathedrale und zurück bis Nr. 72. Im Jahre 2019 reicht die Behrenstraße bis zur Ebertstraße, wobei die Wohnhäuser südlich des Erweiterungsteils die Hausnummer 1a-c tragen und auf der nördlichen Seite die Hausnummern bis zur Nr. 74 erweitert wurden.

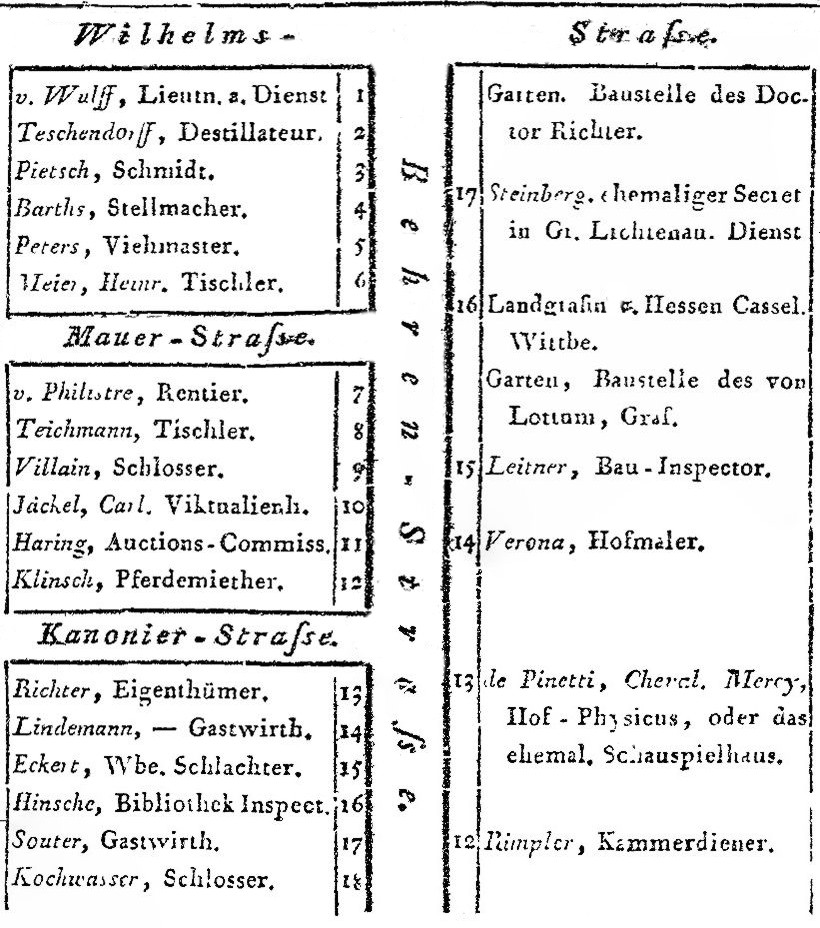
Berliner Adressbuch 1799
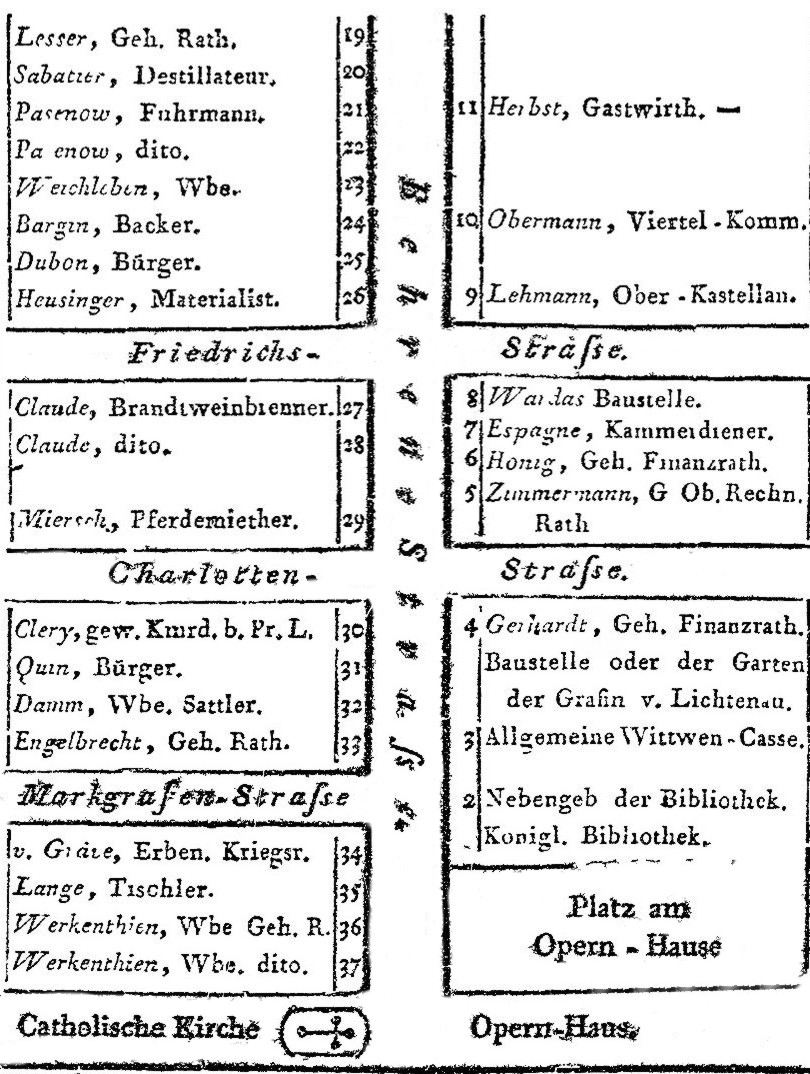
Berliner Adressbuch 1799

## Grundstückstabelle
| Nummer (aktuell)           | Nummer                                              | Jahr          | Beschreibung | Bild                                     |
| -------------------------- | --------------------------------------------------- | ------------- | --- | ---------------------------------------- |
| Südseite der Behrenstraße  |                                                     |               | |                                          |
| Wilhelmstraße              |                                                     |               | |                                          |
| ohne                       | Eckhaus                                             | 1886–1887     | Wohn- und Geschäftshaus erbaut von Cremer & Wolffenstein |                                          |
| 1/2                        | 1/2                                                 | 1875–1877     | Berliner Filiale der Mitteldeutschen Creditbank erbaut von Ende & Böckmann |                                          |
| 1/2                        | 1/2                                                 | 1920          | Nr. 1: befand sich hier die Entente-Kommission des Auswärtigen Amtes |                                          |
| 1/2                        | 1/2                                                 | 1930          | Nr. 1: ist die Deutsche Rentenbank der Hauptnutzer des Gebäudes |                                          |
| 1/2                        | 1/2                                                 | 1982          | wurde hier eine Schwimmhalle für Mitarbeiter der Sowjetischen Botschaft errichtet |                                          |
| 2                          | 2                                                   | vor 1889      | erbaut, Bankhaus Krause, Wand- und Deckenmalereie von Jean Lulvès |                                          |
| 2                          | → Hauptartikel : Haus Behrenstraße 3 und 4 (Berlin) |               | |                                          |
| 2                          | 3                                                   | um 1900       | Deutsche Hypothekenbank Meiningen |                                          |
| 4–8                        | 6                                                   | 1898–1899     | erbaut |                                          |
| 4–8                        | 6–8                                                 | 1933          | befand sich dort das Haus der Commerz- und Privat-Bank A.-G. |                                          |
| 4–8                        | 7/7a                                                | 1872–1873     | Norddeutsche Grundcredit-Bank, nach Plänen und unter Leitung der Architektensozietät Kayser & Großheim für 160.000 Taler errichtet. Im Erdgeschoss befand sich das Geschäftslokal der Bank, in den darüber liegenden zwei Stockwerken je eine große luxuriöse Wohnung. Die Fassaden sind im Stil italienischer Palastarchitektur gehalten. Als Baumaterial kam für die Gesimse und weitere Architekturteile schlesischer Sandstein zum Einsatz. Die Flächen und Quader sind abgeputzt. Später zogen in die frei werdenden Wohnungen weitere Verwaltungen wie 1885 die Deutsch-Ostafrikanische Gesellschaft oder die Deutsche Palästina-Orient-Gesellschaft ein. |                                          |
| 4–8                        | 7/7a                                                | 1875          | Literarisches Büro des Königlichen Staatsministeriums. |                                          |
| Mauerstraße                |                                                     |               | |                                          |
| 9–13                       | 9                                                   | keine Angabe  | ehemalige Praxis von Henriette Hirschfeld-Tiburtius, geb. Pagelsen (1834–1911). |                                          |
| 9–13                       | 9–10                                                | 1872–1874     | Neubau für die Deutsche Union-Bank, Hauptsitz und Nutzung durch den Club von Berlin. |                                          |
| 9–13                       | 12                                                  | 1821–1822     | wohnte Heinrich Heine in diesem Haus |                                          |
| 9–13                       | 13                                                  | 1875          | Mesersche Hof-Musikalien-Handlung. |                                          |
| 9–13                       | 8–13                                                | 1876–1945     | Gebäudekomplex der Deutschen Bank. |                                          |
| 9–13                       | 9–13                                                | 1949–1990     | Ministerium des Innern der DDR. |                                          |
| Glinkastraße               |                                                     |               | |                                          |
| 14–18                      | 14–16                                               | 1898          | als Wohn- und Geschäftshaus errichtet. |                                          |
| 14–18                      | 14–16                                               | 1910          | Sitz der Bank für Handel und Industrie. |                                          |
| 19                         | 17–20                                               | um 1985       | Nach vollständiger Zerstörung im Zweiten Weltkrieg entstand an dieser Stelle ein Parkhaus. Das Parkhaus wurde um 2012 abgerissen, dort errichtet der Investor Frankonia Eurobau AG für rund 76 Millionen Euro das Palais Behrens. Hauptmieter des für 2015 geplanten Gebäudes werden die Fernsehanstalten RTL und n-tv sein. |                                          |
| 19                         | 18/19                                               | 1901          | Hotel Hohenzollern |                                          |
| 19                         | 20                                                  | 1881          | Bankhaus C. Schlesinger, Trier & Co. Im Zweiten Weltkrieg vollständig zerstört. |                                          |
| 21/22                      | 21/22                                               | 1743–1766     | nicht mehr erhaltenes Wohnhaus des Mathematikers Leonhard Euler(1707–1783), woran eine hier befindliche Gedenktafel erinnert. |                                          |
| 21/22                      | 21/22                                               | 1910          | wird als Nutzer eine Rheinisch-Westfälische Boden-Credit-Bank angegeben. |                                          |
| 21/22                      | 21/22                                               | 1911–1912     | Richard Bielenberg und Josef Moser errichteten das Gebäude im Stil des Neoklassizismus für den Aktiengesellschaft A. Schaaffhausen’scher Bankverein zu Köln, der es bis 1914 als Zentralverwaltung nutzte. Das dreigeschossige Bauwerk besitzt eine Werksteinfassade, die in sieben Achsen gegliedert ist. Der Erdgeschossbereich ist rustifiziert, als Fassadenschmuck fallen die Kolossalpilaster in den beiden oberen Stockwerken sowie Relieffelder über den Fenstern und ein reich gegliedertes Gesims auf. |                                          |
| 21/22                      | 21/22                                               | 1914–1929     | nach der Fusion gelangt der Bau an die Disconto-Gesellschaft. |                                          |
| 21/22                      | 21/22                                               | 1929–1945     | nach einer weiteren Fusion wird das Gebäude der Hauptsitz der Deutschen Bank. |                                          |
| 21/22                      | 21/22                                               | 1945–1990     | nach dem Zweiten Weltkrieg und der Gründung der DDR befand sich hier die Deutsche Handelsbank AG. |                                          |
| 21/22                      | 21/22                                               | 1992          | von Bayern erworben und im Dezember 1998 als neue Vertretung des Freistaates Bayern beim Bund eingeweiht. |                                          |
| 23/24                      | 24                                                  | 1882          | Bierhaus Siechen |                                          |
| 25/26                      | 25/26                                               | 1887–1889     | Neubau als Brauereiausschank von Pschorrbräu mit Rückseite an der Französischen Straße 51 |                                          |
| 25/26                      | 25/26                                               | um 1920       | hatte sich daraus das Restaurant Pschorr-Haus entwickelt. |                                          |
| 25/26                      | 25/26                                               | 1990          | Haus der Demokratie, ehem. Kreisvorstand der SED |                                          |
| Friedrichstraße            |                                                     |               | |                                          |
| 26a                        | 26a                                                 | um 1900       | Weinhandlung Ewest |                                          |
| 28                         | 28                                                  | 1875          | Verwaltung der Cuxhavener Dampfschiff- und Hafen-Aktiengesellschaft. |                                          |
| 29                         | 29                                                  | 1880          | Galerie des Fritz Gurlitt für zeitgenössische Kunst |                                          |
| 29                         | 29                                                  | 1920          | ist das Christliche Vereinshaus Junger Männer und das Christliche Hospiz hier als Nutzer vermerkt. |                                          |
| Charlottenstraße           |                                                     |               | |                                          |
| 31                         | 31                                                  | 1777–1801     | Wohnhaus des Künstlers/Kupferstechers Daniel Chodowiecki. |                                          |
| 31                         | 31                                                  | um 1875       | Nrn.30/31: Bankgeschäfte von Richter & Co und Coppel & Co. |                                          |
| 32                         | 32                                                  | um 1850       | Wohnhaus des Bankiers Carl Fürstenberg. |                                          |
| 32/33                      | 32/33                                               | 1899–1900     | von Alfred Messel als Sitz der Berliner Handelsgesellschaft im Stil der Neorenaissance neu errichtet; der Gebäudekomplex wurde 1911 durch Heinrich Schweitzer bis zur Französischen Straße erweitert. Mitnutzer waren um 1900 auch die Bank für Deutsche Eisenbahnwerte und die Handelsgesellschaft für Grundbesitz; nach 1949 von der Staatsbank der DDR genutzt. |                                          |
| Markgrafenstraße           |                                                     |               | |                                          |
| 35                         | 35                                                  | 1895–1897     | Markgrafen-Palais, auch Markgrafenstraße 43–44, Neubau für die Pommersche Hypotheken-Aktienbank, aus der um 1910 die Berliner Hypothekenbank AG hervorging. |                                          |
| 35                         | 35                                                  | 1920          | ist das Gebäude im Besitz der Dresdner Bank. |                                          |
| 35                         | 35                                                  | 1923          | Umbau |                                          |
| 35                         | 35                                                  | seit 2010     | Sitz des Verbandes der Automobilindustrie e. V. (VDA) |                                          |
| 36–39                      | 36–39                                               | 1889–1897     | Behren-Palais, Neubau als Geschäftszentrale der Dresdner Bank von Ludwig Heim im Stil der römischen Hochrenaissance, Nutzung bis 1945 auch durch kleinere Aktiengesellschaften. |                                          |
| 36–39                      | 36–39                                               | 1945–1946     | Sitz des Zentralausschusses der SPD. |                                          |
| 36–39                      | 36–39                                               | 1952–1957     | nach Wiederaufbau Sitz der Landes- bzw. Bezirksleitung Berlin der SED. |                                          |
| 36–39                      | 36–39                                               | 1957–1990     | Sitz der Staatsbank der DDR. |                                          |
| 36–39                      | 36–39                                               | 1990–1998     | Sitz der Berliner Bank. |                                          |
| 36–39                      | 36–39                                               | seit 2006     | Rocco Forte Hotel de Rome; weiterhin: Bankhaus Löbbecke. |                                          |
| Hedwigskirchgasse          |                                                     |               | |                                          |
| Nordseite der Behrenstraße |                                                     |               | |                                          |
| Bebelplatz                 |                                                     |               | |                                          |
| 40/41                      | 40                                                  | 1775–1780     | Errichtung eines Wohnhauses für drei Familien mit Räumlichkeiten der Alten Königlichen Bibliothek. |                                          |
| 40/41                      | 40                                                  | 1812          | Dienstwohnung von Johann Erich Biester. |                                          |
| 40/41                      | 40                                                  | 1822–1834     | Wohnsitz des preußischen Innenministers Friedrich von Schuckmann. |                                          |
| 40/41                      | 40                                                  | 1963–1969     | Nach Kriegszerstörungen entstand hier zwischen 1963 und 1969 zusammen mit Nummer 41 ein Neubau als Bürogebäude der Staatsbibliothek. |                                          |
| 40/41                      | 40                                                  | seit 1990     | Amt für Ausbildungsförderung des Studentenwerks Berlin. |                                          |
| 40/41                      | 41                                                  | 1788–1794     | als Sitz der Allgemeinen Witwenverpflegungsanstalt (General-Witwenkasse) errichtet. |                                          |
| 40/41                      | 41                                                  | bis 1822      | Sitz der Witwenverpflegungsanstalt |                                          |
| 40/41                      | 41                                                  | 1834          | Verkauf und Zusammenlegung mit dem Gebäude Unter den Linden 37, Käufer war der Prinz und spätere Kaiser Wilhelm I. In diesem Haus wohnten dann zahlreiche Angestellte des Kaiserhofs wie „Palastdamen“ und ein Kastellan. |                                          |
| 40/41                      | 41                                                  | 1885          | Nutzung durch die benachbarte Bibliothek |                                          |
| 40/41                      | 41                                                  | ab 1945       | siehe Nr. 40 |                                          |
| 42–45                      | 42                                                  | Mitte 19. Jh. | Niederländisches Palais (gehörte zur Postanschrift Unter den Linden 36). |                                          |
| 42–45                      | 42                                                  | seit 2006     | Sitz der Berliner Vertretung der Kassenzahnärztlichen Bundesvereinigung im Humboldt Carré. |                                          |
| 42–45                      | 42                                                  | seit 2011     | Sitz der Bundessteuerberaterkammer. |                                          |
| 42–45                      | 43/44                                               | 1899–1901     | Nr. 43/44: Neubau für die Disconto-Gesellschaft durch Ludwig Heim, die ihren Stammsitz in der Straße Unter den Linden damit erweiterte. Es handelte sich um eine Werksteinverkleidete Fassade von dreizehn Achsen im Stil der italienischen Hochrenaissance. |                                          |
| 42–45                      | 45                                                  | 1820          | Wohnhaus von Wilhelm von Humboldt, nachdem er zum 31. Dezember 1819 aus dem preußischen Staatsdienst entlassen worden war. |                                          |
| 42–45                      | 42–45                                               | 1909–1912     | erfolgte durch Richard Bielenberg und Josef Moser eine beidseitige bauliche Erweiterung (Nrn. 42 und 45), dabei wurden die ursprünglichen Fassaden vereinfacht und der frühere Giebel entfernt. |                                          |
| 42–45                      | 42–45                                               | 1921–1925     | Aufstockung um vier Etagen. |                                          |
| 42–45                      | 42–45                                               | 1929          | Nach Fusion Gebäude der Deutschen Bank. |                                          |
| 42–45                      | 42–45                                               | 1933          | Verkauf an das Deutsche Reich. Sitz des Preußischen Ministeriums für Wirtschaft und Arbeit und des Reichswirtschaftsministeriums. |                                          |
| 42–45                      | 42–45                                               | 1960          | Wiederaufbau nach starker Beschädigung im Zweiten Weltkrieg. |                                          |
| 42–45                      | 42–45                                               | 1960–1990     | Sitz verschiedener Behörden des Ministerrats der DDR und des Ost-Berliner Magistrats. Büro für Städtebau |                                          |
| 42–45                      | 42–45                                               | 1990          | Das Gebäude kommt in Bundesbesitz und wird Sitz verschiedener Abteilungen der Senatsverwaltung für Stadtentwicklung. |                                          |
| 42–45                      | 42–45                                               | 2005          | Verkauf an BonnVisio GmbH & Co. KG |                                          |
| 42–45                      | 42–45                                               | 2007–2009     | Umgestaltung zum Humboldt Carré (Sanierung und Aufstockung) durch das Architekturbüro Karl-Heinz Schommer. |                                          |
| Charlottenstraße           |                                                     |               | |                                          |
| 46                         | 46                                                  | Im 19. Jh.    | Bankhaus Magnus in barockisierendem Stil. Wohnhaus des Bankiers Friedrich Martin von Magnus. Wohnhaus von Professor Gustav von Magnus. Wohnsitz und Atelier des Malers Eduard Magnus. |                                          |
| 46                         | 46                                                  | 1900–1901     | von Wilhelm Martens als Sitz der 1871 gegründeten Berliner Bank umgebaut. Gebäudeformen vereinfacht und um eine Etage aufgestockt. |                                          |
| 46                         | 46                                                  | 1950–1990     | Haus des Deutschen Innen- und Außenhandels, Nutzung durch die Handelsorganisation Textilcommerz. |                                          |
| 46                         | 46                                                  | seit 1999     | Sitz des Deutschen Sparkassen- und Giroverband. |                                          |
| 47                         | 47                                                  | Im 20. Jh.    | Haus Trarbach (Weinhandlung/Gastronomie; Architekt: Richard Walter, Friedenau). |                                          |
| 48                         | 48                                                  | um 1800       | erbaut |                                          |
| 48                         | 48                                                  | 1810–1813     | Wohnhaus der Schriftstellerin Rahel Varnhagen von Ense. |                                          |
| 48                         | 48                                                  | 1844          | Geburtshaus des Sozialdemokraten Paul Singer. |                                          |
| 48                         | 48                                                  | ab 1856       | im Erdgeschoss befand sich der Sitz des Bankhauses Robert Warschauer & Co. Im Obergeschoss war die Privatwohnung der Familie Robert Warschauers, später dann auch die seines Sohnes Robert Warschauer junior. |                                          |
| 48                         | 48                                                  | 1909          | zweigeschossiges Haus abgebrochen, Kerkaupalast erbaut |                                          |
| 48                         | 48                                                  | 1994          | abgebrochen |                                          |
| 49                         | 49                                                  | 1897          | Bierpalast der Schultheiss-Brauerei. | Bierpalast der Schultheiss-Brauerei 1897 |
| Friedrichstraße            |                                                     |               | |                                          |
| 50–53                      | 50                                                  | um 1850       | Sitz des Königlichen Eisenbahn-Commissariats von Preußen. |                                          |
| 50–53                      | 50–52                                               | um 1875       | Kaiserlich-Deutsches Postamt Nr. 49. Aktiengesellschaft Passage Friedrichstraße. (Kaisergalerie Behrenstraße 50–52, Unter den Linden 22/23, Friedrichstraße 163/164). |                                          |
| 50–53                      | 50–53                                               | 1958          | nach Beseitigung der Ruine der Kaiserpassage wurde eine Ladenzeile errichtet |                                          |
| 50–53                      | 50–53                                               | 2017          | Westin Grand |                                          |
| 54–58                      | 53/54                                               | 1910          | wurde der Metropol Palast mit „Biercabaret“, „Palais de Danse“ mit Ladislaus Löwenthal als Kapellmeister, und „Pavillon Mascotte“ eröffnet. Der Gebäudekomplex des Metropol Palastes wurde zwischen 1928 und 1930 in Alkazar umbenannt. Ab 1928 befand sich dort das Theater in der Behrenstraße, zuvor unter der Direktion von Alex Braune das Metropol-Kabarett. |                                          |
| 54–58                      | 54                                                  | 19. Jh.       | die Privatbank R. Oppenheim & Sohn |                                          |
| 54–58                      | 55                                                  | vor 1764–1775 | Schuchisches Comödienhaus, unter anderem mit Erstaufführungen von Lessings Emilia Galotti 1772 und Goethes Götz von Berlichingen. |                                          |
| 54–58                      | 55                                                  | 1775–1789     | Döbbelinsches Theater von Carl Theophil Doebbelin, unter anderem Uraufführung von Lessings Nathan der Weise 1783. |                                          |
| 54–58                      | 55                                                  | ab 1789       | Gründung und vorläufiger Standort des Berliner Nationaltheaters. |                                          |
| 54–58                      | 55–57                                               | 1892–1897     | nach dem Entwurf von Hermann Gottlieb Helmer und Ferdinand Fellner 1891–1892 im Stil des Wiener Barock für das Theater Unter den Linden neu errichtet und über die Kleine Lindenpassage mit dem Boulevard Unter den Linden verbunden, |                                          |
| 54–58                      | 55–57                                               | 1898–1945     | Standort des Metropol-Theaters, dabei 1928 von Alfred Grenander im Inneren umgestaltet |                                          |
| 54–58                      | 55–57                                               | seit 1947     | Standort der Komischen Oper. |                                          |
| 54–58                      | 55–57                                               | 1966–1967     | Wegen starker Kriegsbeschädigungen der Eingangsfassade 1966/1967 unter Leitung von Kunz Nierade komplett umgestaltet und mit Kupferschmuck aus der Werkstatt von Fritz Kühn versehen. Das zentrale Treppenhaus und der Zuschauerraum sind jedoch weitestgehend erhalten geblieben. | Die Komische Oper in der Behrenstraße    |
| 54–58                      | 56                                                  | vor 1849      | Hier wohnte in seinen letzten Jahren der Komponist Otto Nicolai, Anfang des 20. Jahrhunderts wies eine Gedenktafel darauf hin. |                                          |
| 54–58                      | 56–58                                               | bis 1890      | Sitz des Actien-Bau-Vereins. |                                          |
| 54–58                      | 58                                                  | ab 1837       | der Erzähler Paul Heyse verlebte hier seit 1837 seine Kinder- und Jugendjahre. |                                          |
| 59                         | 59                                                  | 1822          | wird unter der Nummer 59 „eine Mauer“ angegeben. |                                          |
| 59                         | 59                                                  | 1945          | nach dem Zweiten Weltkrieg wurde auf diesem Grundstück die ehemalige Kanonierstraße verlängert und in Glinkastraße umbenannt. |                                          |
| Glinkastraße               |                                                     |               | |                                          |